# Stortjärnen (Junsele socken, Ångermanland, 706579-155600)
Stortjärnen är en sjö i Sollefteå kommun i Ångermanland och ingår i Ångermanälvens huvudavrinningsområde. Sjön är 14,5 meter djup, har en yta på 0,116 kvadratkilometer och befinner sig 212,3 meter över havet.

## Delavrinningsområde
Stortjärnen ingår i det delavrinningsområde (707094-154759) som SMHI kallar för Utloppet av Betarsjön. Medelhöjden är 237 meter över havet och ytan är 123,83 kvadratkilometer. Räknas de 44 avrinningsområdena uppströms in blir den ackumulerade arean 477,82 kvadratkilometer. Röån som avvattnar avrinningsområdet har biflödesordning 2, vilket innebär att vattnet flödar genom totalt 2 vattendrag innan det når havet efter 126 kilometer. Avrinningsområdet består mestadels av skog (58 procent). Avrinningsområdet har 34,58 kvadratkilometer vattenytor vilket ger det en sjöprocent på 27,9 procent. Bebyggelsen i området täcker en yta av 0,87 kvadratkilometer eller 1 procent av avrinningsområdet.